# Kayseri (tartomány)
Kayseri tartomány Törökország központi részén, Anatóliában helyezkedik el. Szomszédos tartományok: Kahramanmaraş, Nevşehir, Niğde, Osmaniye, Sivas, Yozgat. A tartományban található az Erciyes Dağı, a Hasan Dağı és az Ali Baba-hegy.

## Közigazgatás
Tizenhat körzetre (ilcse) oszlik: Akkışla, Bünyan, Develi, Felahiye, Hacılar, İncesu, Kocasinan, Melikgazi, Özvatan, Pınarbaşı, Sarıoğlan, Sarız, Talas, Tomarza, Yahyalı, Yeşilhisar.

## Történelem
Kayserit először Masaka városaként ismerték. Később a római időszak alatt a tartomány nevét megváltoztatták Kaesareára, azután Kayzer lett, s innen módosult a mai nevére: Kayseri. Danişmend Gazi 1084-ben meghódította Kayserit. A Szeldzsuk Birodalom idején „modernizálódott” a terület, például mecsetek épültek.
Ezalatt az időszak alatt épült a Şifahane, Kayseri első kórháza, mely talán az első kórház volt egész Anatóliában (1206-ban készült el teljesen). Ezt Gevher Nesibe Hatun hercegnő tiszteletére építették, aki a szultán lánya volt (itt halt meg fiatal korában).
Szinán, a nagy oszmán építész szintén e földről származik.

## Éghajlat, földrajz, növényzet

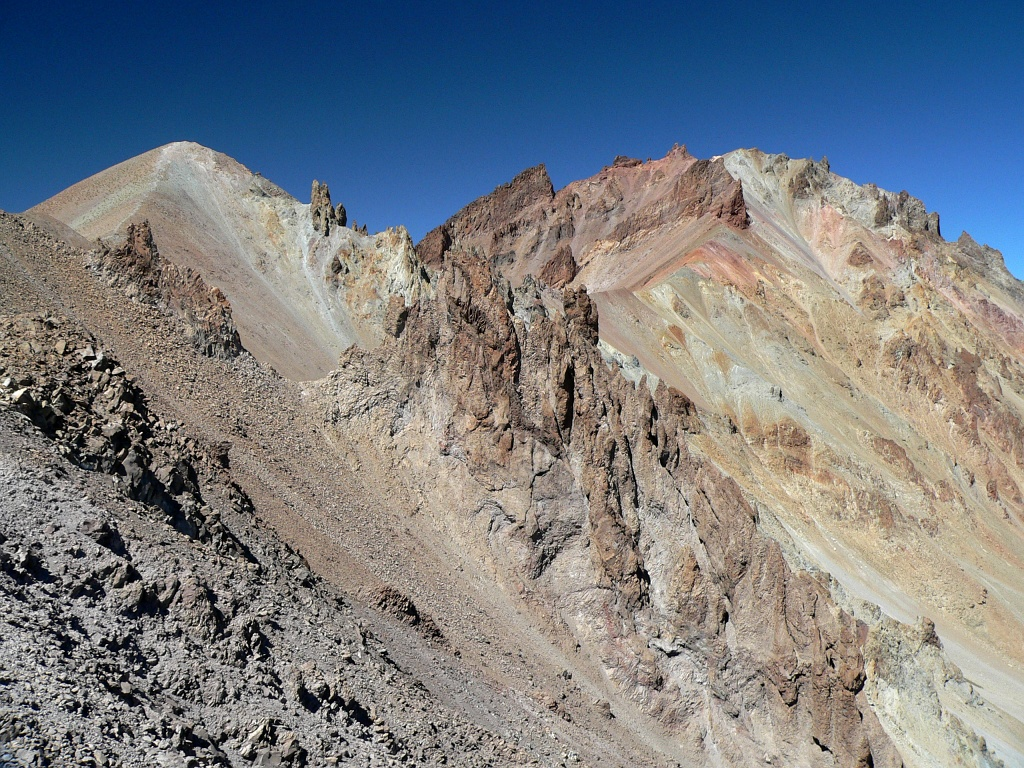
Az Erciyes-hegy (törökül: Erciyes Dağı) Kayseri tartományi székhelytől 25 km-re délre fekszik, s egyben Közép-Anatólia legmagasabb hegye (3916 m), a csúcsán egy kialudt vulkán található.

A kopár, sziklás tájon rendkívül kedvezőtlenek az időjárási viszonyok: hosszú, kemény tél, száraz, meleg nyár a jellemző, valamint az évi átlagos csapadék mindössze 370 mm. A tartomány felszínének csak egy ezrelékét borítja erdő.

## Közlekedés
A tartomány székhelye, Kayseri városa Ankarától közúton 326 km-re, vasúton 380 km-re fekszik, 1054 m-s tengerszint feletti magasságban.

## Látnivalók
- Kültepe Kayseritől északkeletre 22 km-re található egy földhalom (törökül: höyük), amely a korábbi régészeti feltárások (1893, 1906, 1925, 1948-52) során előkerült kb. 7000 db. ékírásos égetett agyagtábláról nevezetes.
- Bünyan Kayseritől északkeletre 40 km-re fekszik, amely kézi szőnyegszövésben világhírnévre tett szert. Ulu (nagy) dzsámi (törökül: cami), épült 1256-ban.
- Sultan Han vára 47 km-re Sivas irányában található az út mellett, épült 1232-36 között.
- Karatay Han Kayseritől keletre 50 km-re fekszik, melynek felépítése hasonló Sultan Han várához. Építette Celaleddin Karatay 1240-ben.

## Külső hivatkozások
- Török nyelvű leírás a kórházról
- Fényképek a tartományról, nevezetességeiről (angol/török nyelven)
- Tartományi időjárás-jelentés (angol nyelven)

Koordináták: é. sz. 38° 37′ 30″, k. h. 35° 49′ 57″38.625000°N 35.832500°E